# Sem (persoon)

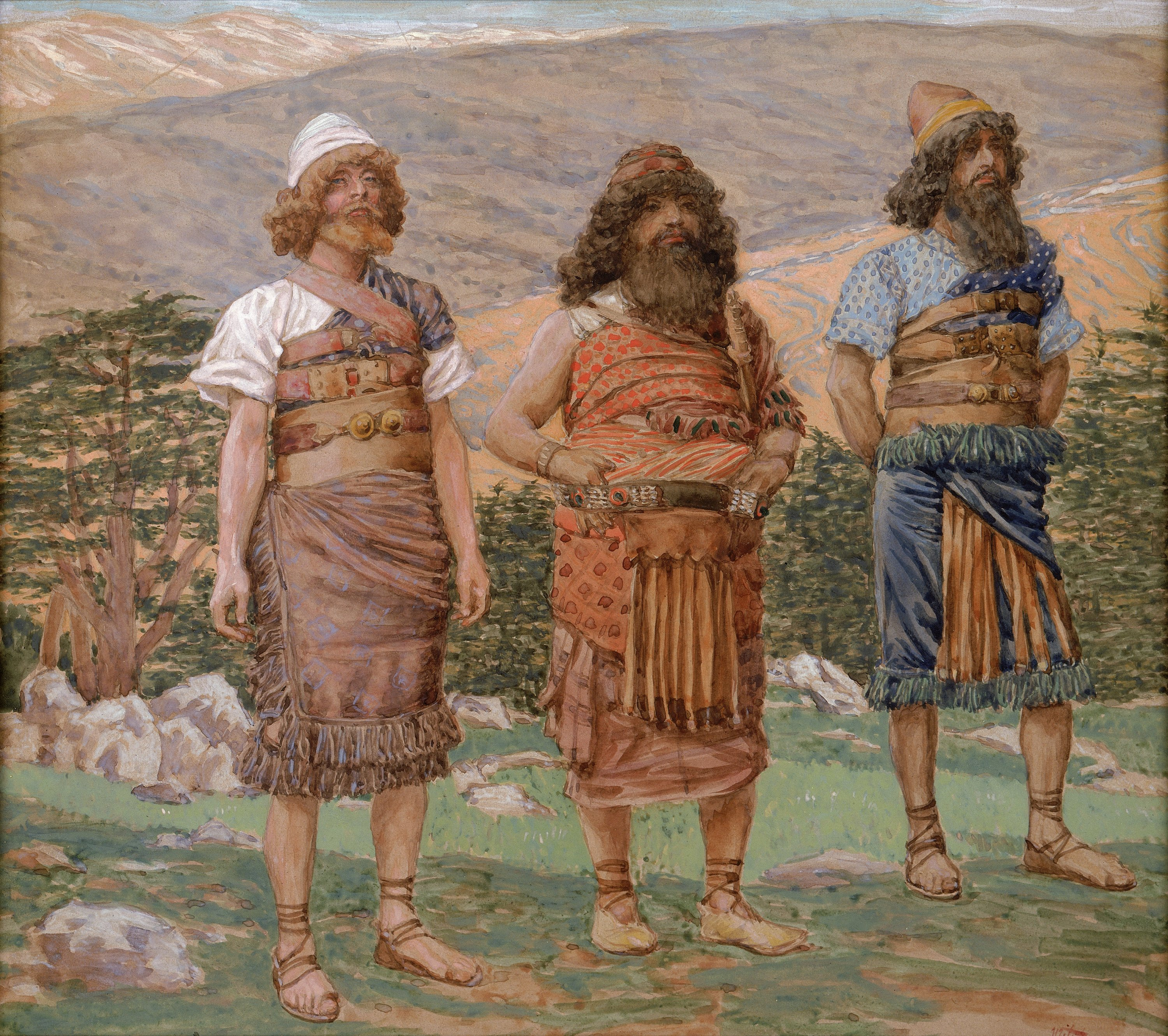
Fantasietekening uit 1904: Sem (links) met zijn broers Cham en Jafet

Sem was volgens de Hebreeuwse Bijbel een zoon van Noach (zie o.a. Genesis 5:32, 6:10, 7:13). Zijn broers waren Cham en Jafet. In Genesis 11:10-32 wordt zijn nageslacht opgesomd. Sem was voorvader van Abraham, de stamvader van de Israëlieten en Arabieren. Beide volkeren worden daarom ook wel Semieten genoemd.
Een verhaal in Genesis vertelt dat Noach dronken, zonder kleren aan, in slaap was gevallen. Cham had zijn vader in die toestand aangetroffen en bespotte hem tegenover zijn broers. Jafet en Sem bedekten hun vader met een mantel, zonder naar hun naakte vader te hebben gekeken. Jafet en Sem werden voor deze daad door Noach gezegend, maar Cham werd vervloekt. Deze vervloeking wordt ook wel Chams vervloeking (of Kanaäns vervloeking) genoemd en werd aangevoerd als rechtvaardiging voor slavernij.

## Joodse traditie
In de 1e eeuw schreef Flavius Josephus over een legendarisch, apocrief verhaal waarin wordt beweerd dat de zonen van Sem de stamvaders waren van de Elamieten, Assyriërs, Chaldeeën, Lydiërs en Arameeërs.
Volgens andere tradities werd aangenomen dat Sem dezelfde was als Melchisedek, koning van Salem, waarover een verhaal in Genesis staat waarin hij Abraham zegende (Genesis 14:17-21).